# A szerelmesek
A szerelmesek (eredeti címe: Enamorada, „A szerelmes lány”) egy 1999-ben készített venezuelai telenovella. A 100 epizódból álló sorozatot Magyarországon a Zone Romantica csatorna tűzte műsorára 2002. augusztus 7-én.

## Történet
|  | Alább a cselekmény részletei következnek! |

Rosario elhagyja férjét, Augusto Contrerast, szeretője miatt. Augusto így nem láthatja felnőni lányát, Ivanát. Sonia Ascanio lesz a második felesége, aki egy igen befolyásos özvegyasszony. Sonia fiát, Rickyt és lányát, Pattyt igazi gyermekeiként neveli. Rosario világkörüli útra indul szeretőjével, de lányát nem viszi el az útra, Esther Alvarado gondjaira bízza. Rosario megsérül az utazás során, amnéziás lesz, nem emlékszik, hogy van egy gyereke. Esther nevelőszülőkhöz adja a gyereket, akik felnevelik Ivanát. 18 éves korára egy vonzó nő lesz, aki beleszeret egy építészmérnök-hallgatóba, Raimundo Alvaradóba. Mindenkinek elújságolja a hírt, ők ketten jegyesek, azonban Raimundo még nem is ismeri Ivanát, ráadásul eljegyezte Pattyt, Augusto Contreras mostohalányát, de Ivana mindent megtesz azért, hogy Raimundo beleszeressen. Ivana nem is sejti, hogy főnöke az igazi édesapja, Augusto. A férfi házassága megromlik Soniával, szerelmes lesz Christina Guillénbe, viszont nem tudja elhagyni feleségét, kiderül, Sonia rákos. Rosario gyógyultan visszatér a városba, segít Augustonak megkeresni elveszett lányát. Augusto szakít Christinával amikor megtudja, odaadta magát egy másik férfinak. Christinát azonban megerőszakolták. Christina terhes lesz, Augustotól, mint később kiderül az apasági vizsgálat során. Eduardo szerelmes lesz Ivanába, aki szánalomból majdnem összeházasodik vele, mivel megmentette őt egy golyótól, ami Sonia gonosz nagynénje fegyveréből lövődött ki, és Eduardo lebénult. Raimundót is magához köti az elmebeteg Patty, gyermekével. Sonia halálos ágyán mindent bevall Ivanának és Augustónak. Christina és Augusto kibékül, egybekelnek, majd Ivana és Raimundo is követi a példájukat.

## Szereplők
| - „Ivana Robles” – Gaby Espino - „Raimundo Alvarado” – René Laván - „Cristina Guillen” – Lilibeth Morillo - „Augusto Contreras” – Carlos Mata - „Rosario Morales” – Marita Capote - „Sonia de Contreras” – Lili Rentería - „Tony Robles” – Carlos Cuervo - „Rosita Robles” – Karina - „Rafael Rosco” – Adolfo Cubas - „Jenny” – Carole Barba - „Ricky Parker” – Juan A. Baptista - „Patty Parker” – Flavia Gleske - „Eduardo” – Joel Núñez - „Laura Guzman” – Lady Noriega - „Bartolo Robles” – German Barrios - „Herminia” – Flor de Loto |  | - „Roberto Santander” – José L. Franco - „Esther Alvarado” – Lucy Orta - „Rodrigo atya” – Orlando Casín - „Angelines nővér” – Norma Zúñiga - „Serena nővér” – Claudia Reyes - „Rosemary” – Tessy Castilla - „Delia” – Carolina Perdigón - „Virginia Santander” – Cristina Ovín - „Aristedes Rivero” – Juan D. Ferrer - „Leopoldo Colmenares” – Pedro Rentería - „Maribel” – María Camila - „Raul” – Gellerman Baralt - „Alfredo” – Juan Troya - „Vicente Lombardi” – Vicente Passariello - „Santiago Rios” – Jesus Rafael |